# Anna Ghiretti
Anna Ghiretti (30 ottobre 1985) è un'ex giocatrice di curling italiana, atleta di Cortina d'Ampezzo del Curling Club Tofane.

## Carriera agonistica

### Nazionale
Il suo esordio con la nazionale italiana junior femminile di curling è stato il campionato mondiale junior del 2003, disputato a Flims, in Svizzera: in quell'occasione l'Italia si piazzò al terzo posto conquistando la medaglia di bronzo. Questo è il miglior risultato dell'atleta ed è il miglior risultato ottenuto dalla nazionale junior femminile di tutti i tempi. Con la nazionale junior Anna partecipa a 3 campionati mondiali junior e ad un challenge europeo junior.
Nel 2005 entra nella formazione della nazionale misti con cui ha partecipato ad un europeo misti.
In totale Anna vanta 30 presenze in azzurro. Il 5 gennaio 2006 sconfiggendo la squadra polacca per 13 a 0 partecipa alla miglior vittoria della nazionale italiana junior femminile di curling di sempre.
CAMPIONATI
Nazionale junior:
- Mondiali junior
  - 2003 Flims ( Svizzera) 3° 
  - 2004 Trois-Rivières ( Canada) 9°
  - 2005 Pinerolo ( Italia) 8°
- Challenge europeo junior
  - 2006 Praga ( Rep. Ceca) 3° (13° ranking mondiale)

Nazionale misti:
- Europei misti
  - 2005 Andorra ( Andorra) 7°

### Percentuale di gioco
Il campionato di cui è registrata la miglior prestazione di Anna con la squadra nazionale è il mondiale junior del 2005 disputato a Pinerolo, in cui giocò con una percentuale media di precisione del 72%, toccando il massimo di 81% sia nella partita contro la Svizzera (persa 5-7) sia nella sfida contro la Scozia (vinta 6-3). L'evento in cui si è registrata la percentuale più bassa di precisione è il mondiale junior del 2004 disputato a Trois-Rivières, in cui giocò con una percentuale media di precisione del 69%. In quest'occasione la precisione fu molto altalenante, giocò infatti due partite con una percentuale dell'85%, ma toccò il minimo nella partita contro il Giappone (vinta 9-6) con una precisione di appena 36%.
- 2004 mondiali junior di Trois-Rivières, precisione: 69% (lead)
- 2005 mondiali junior di Pinerolo, precisione: 72% (lead)